# Камениця (Лімановський повіт)
Камениця (пол. Kamienica) — село в Польщі, у гміні Камениця Лімановського повіту Малопольського воєводства.
Населення — 3326 осіб (2011).
У 1975—1998 роках село належало до Новосондецького воєводства.

## Географія
Селом протікає річка Камениця.

## Демографія
Демографічна структура станом на 31 березня 2011 року:
|          | Загалом | Допрацездатний вік | Працездатний вік | Постпрацездатний вік |
| -------- | ------- | ------------------ | ---------------- | -------------------- |
| Чоловіки | 1660    | 462                | 1069             | 129                  |
| Жінки    | 1666    | 441                | 940              | 285                  |
| Разом    | 3326    | 903                | 2009             | 414                  |